# シギダチョウの卵
シギダチョウの卵は、チャールズ・ダーウィンの収集した鳥類の卵の一つ。シギダチョウ科の卵であり、ビーグル号航海中に入手した卵として現存する唯一の標本である。 
ケンブリッジ大学附属動物学博物館でダーウィン生誕200年の2009年2月、長く収蔵品整理を手がけるボランティアのリズ・ウェットンは大きなひびの入った卵殻の標本に気づき、ダーウィンの名前を見つけた。これをきっかけに調査が進み、再発見に至る。 
博物館のマイク・ブルック（鳥類学教授 Mike Brooke）の調査によると、標本は19世紀末に受贈した時から割れており、同学アルフレッド・ニュートン教授（Alfred Newton 1829年–1907年）がいきさつを手帳に残しているという。この標本を友人のダーウィンの子息から受け取った記録として、いわく「卵1点受贈、寄贈者フランク・ダーウィン。父上から種類はシギダチョウであり採取地はウルグアイ（マルドナド）と伝聞した由」、大きなひびを指して「ご尊父（ダーウィン本人）が収めた箱は小さすぎたとのこと、残念な状態」と書き付けてある。 
また探検の記録を調べると1833年にシギダチョウは「鳴き声が鋭く」「料理すると肉は軟らかくうまい」と記したこと、またそれとは別に、ダーウィンは当初、ヤマウズラ（partridge）の卵とみなしたこともわかった。